# قائمة أولياء عهد الأردن
قائمة أولياء عهد الأردن ولي العهد في الأردن هو الوريث الشرعي لعرشها. وبحسب الدستور الأردني، فَإنّ وَليّ العهد هُو الابن الذكر الأكبر للملك الذي يكون في عرش المملكة الأردنية الهاشمية، وينتقل العرش من طبقة إلى أخرى؛ أي منه إلى أكبر أبنائه سنًّا وهكذا. ويذكر أنه في حالة وفاة ولي العهد في حياة الملك فإن ولاية العهد تنتقل لأكبر أبناء ولي العهد سنًّا حتى وإن كان له أخوة، يُذكر كذلك أن الدستور ينص على جواز اختيار الملك بنفسه وليًّا لعهده ولكنه يحصر ذلك ابتداءً في إخوة الملك فقط، لكن يجوز اختيار الملك لشخص من أبنائه (غير الابن البكر) أو أحد أبناء إخوته أو أحفاده أو أي فردٍ من العائلة الملكية وليًّا للعهد من خلال استثناء من هم أمامه بإرادة ملكية في خط الخلافة على العرش؛ بيد أنه يحتاج لموافقة مجلس النواب عليه عند تنصيبه ملكًا. وفي حالة عدم وجود أخوة أو أبناء أخوة فإن التسلسل ينتقل للأعمام وأبنائهم وهكذا وفق الترتيب الأول. ويكون العرش وراثيًّا في أسرة الملك عبد الله الأول بن الحسين، وفي حال لم يكن للعرش وارثٌ من أسرة الملك عبد الله الأول؛ أي في حال أن مات الملك بدون ابنٍ أو شقيقٍ معينٍ أو خليفةٍ واضح من أسرة الملك عبد الله الأول، يؤول العرش إلى الشخص الذي يختاره الشعب ممثلًا بمجلس الأمة من نسل الحسين بن علي شريف مكة، قائد الثورة العربية الكبرى. ينص الدستور كذلك على شروط لولي العهد يجب توافرها فيه وهي أن يكون ذكرا مولودا من زواج شرعي لأبوين مسلمين. كذلك فيمكن منع أي شخص من الأشخاص الذين على خط خلافة العرش بموجب إرادة ملكية على أساس عدم اللياقة للمنصب، ولكن أبنائه لن يستبعدوا تبعا لاسبعاده. ورغم أن المنصب في ذاته لا يُمَكِّن شاغِله من أيّة صلاحيات دستورية ذات فاعلية، إلّا أنه يُعَدُّ الخطوة الأولى نحو اعتلاء العرش لأي فرد من العائلة الملكية الأردنية، كما أنه مُدَّةُ إعدادٍ لذلك؛ إذْ يَنوبُ وليُّ العهد عن الملك حال سفره أو غيابه عن البلاد ضمن المدة الدستورية.
يعود تاريخ منصب ولي العهد في الأردن إلى عام 1946 م؛ أي بعد استقلال الأردن وصدور الدستور الأردني 1947 م بعد إعلان الاستقلال. في عهد الإمارة، كان الأمير - حينئذٍ - طلال بن عبد الله هو الوريث الواضح في خط الخلافة على العرش الأردني لكونه الابن البكر لوالده الأمير عبد الله الأول، ولكن الملك خلال مدة الحرب العالمية الثانية نحّاه عن خط خلافته على العرش بإرادة سامية؛ حيث لم يكن الدستور ينص على منصب ولي للعهد في عهد الإمارة وإنما كان للأمير أن يختار خليفة له من العائلة الحاكمة حسب خط الخلافة المعمول به. بعد ذلك، عاد الملك عبد الله الأول ليعلن طلالاً وريثًا واضحًا لقيادة الإمارة. بعد ذلك، وخلال عهد الملك طلال نفسه، أصبح الحسين بن طلال ابنه ولي عهده لكونه الابن الأكبر والوريث الواضح له. في بعض الأحيان ومراعاة للظروف السياسية المحيطة فقد يؤخذ بتنصيب ولي عهد مكان آخر مثلما حدث عند تولية الحسن بن طلال لولاية العهد بدلا عن الأمير الصغير آنذاك عبد الله الثاني بن الحسين. كان الملك الحسين نفسه يفكر في أن يكون ابنه علي بن الحسين ولي عهد أخيه الحسن كما كان يفكر في زمن ما بتنصيب ابن أخيه طلال بن محمد في المنصب. فيما بعد كان الحسين يريد تنصيب ابنه حمزة وليًّا لعهد أخيه الحسن ولكنه في النهاية اختار ابنه الأكبر عبد الله الثاني وليًّا لعهده هو؛ بيد أن حمزة أصبح وليًّا عهد لعبد الله الثاني قبل أن يعزله الأخير عن المنصب لصالح ابنه الحسين. ومما هو جدير بالذكر، فلقد تَولّى مَنْصِب وليّ العهد في الأردن سبعة أشخاص؛ تولى أحدهم المنصب في مُدَّتين مختَلفَتين وهو عبد الله الثاني بن الحسين. وَمما يُذْكَرُ، أنّ أولياء العهد الحسن بن طلال وحمزة بن الحسين ومحمد بن طلال لم يعتلوا عرش المملكة.

## دليل ألوان
صاحب المدة الأطول
  صاحب المدة الأقصر

## القائمة
| 1 | طلال بن عبد الله السن عند تولي المنصب: 37 سنةً وشهران و29 يومًا    | عبد الله الأول (بن الحسين بن علي) فترة الحكم من: 25 أيار 1946 إلى: 25 مايو 1951 انتهت هذه المدة باغتيال الملك عبد الله الأول.                                  | من: 25 أيار 1946 حتى: 20 تموز 1951 مدة: 5 سنواتٍ وشهرًا واحدًا و25 يومًا    | من مواليد عام 1909 م في مدينة مكة؛ حيث ولد لكل من الملك عبد الله الأول بن الحسين وزوجته مصباح بنت ناصر وتربى في كنف جده الحسين بن علي. أُرسل إلى بريطانيا للدراسة الجامعية ولكنه في النهاية التحق بأكاديمية ساندهيرست التي تخرج منها عام 1939 م. تولى طلال عرش المملكة الأردنية الهاشمية بعد اغتيال والده عبد الله الأول بيد أن مرضه منعه من القيام بواجباته الدستورية ملكا للبلاد. ورغم ذلك فقد قدم دستورا حديثا عصريا وهو الذي ما زال العمل به جاريا اليوم في الأردن. جاء منصب ولي العهد في الأردن نتيجة لتحول الأردن إلى مملكة عام 1946 م وصدور الدستور الأردني في ذات العام. وقد أصبح طلال بن عبد الله وليا للعهد كونه الابن البكر للملك عبد الله الأول بن الحسين؛ أي أنه الوريث الواضح للعرش. | وريث واضح تولّى العرش     |  |  |  |  |
|   |                                                                  | |                                                                         | |                          |  |  |  |  |
| 2 | الحسين بن طلال السن عند تولي المنصب: 15 سنةً و8 أشهرٍ و6 أيامٍ      | طلال بن عبد الله (بن الحسين بن علي) فترة الحكم من: 20 تموز 1951 إلى: 11 آب 1952 انتهت هذه المدة بعزل الملك طلال بسبب حالته الصحية من خلال مجلس النواب الأردني. | من: 20 تموز 1951 حتى: 11 آب 1952 مدة: سنةً واحدةً و22 يومًا                | وُلد الحسين في عمان والتحق بالكلية العلمية الإسلامية وبعدها بكلية فيكتوريا قبل أن يذهب لبريطانيا لإكمال دراسته. تخرج من أكاديمية سانت هيرست البريطانية حيث قضى بها 6 شهور فقط؛ إذ كانت دراسته بها مكثفة وذلك ليتمكن من العودة لاستلام سلطاته الدستورية بعد عزل مجلس النواب الأردني لوالده. وبما أن مدة ولايته للعهد لم تدم طويلا فقد أصبح الحسين ملكا للأردن ليكون أطول ملوك الهاشميين في الأردن والعراق والحجاز؛ حيث توفي عام 1999 م. تولى الحسين ولاية العهد كونه أكبر أبناء الملك طلال. وقد كانت مدة ولايته الأقصر بين جميع أولياء العهد. ورغم أن الدستور آنذاك كان ينص على أن ولاية العهد هي لنجل الملك البكر؛ إلا أن الملك طلال أصدر إرادته الملكية بتعيين الحسين في 9 أيلول من عام 1951 م. | وريث واضح تولّى العرش     |  |  |  |  |
|   |                                                                  | |                                                                         | |                          |  |  |  |  |
| 3 | محمد بن طلال السن عند تولي المنصب: 11 سنةً و10 أشهرٍ و9 أيامٍ       | الحسين بن طلال بن عبد الله (بن الحسين بن علي) فترة الحكم من: 11 آب 1952 إلى: 7 شباط 1999 انتهت هذه المدة بوفاة الملك الحسين.                                   | من: 11 آب 1952 حتى: 30 كانون الأول 1962 مدة: 10 سنواتٍ و5 أشهرٍ و19 يومًا  | محمد بن طلال الابن الثاني للملك طلال، بدأ دراسته في الكلية العلمية الإسلامية لينتقل بعدها لسويسرا ليكمل دراسته فيها. بعد ذلك التحق بالكلية العسكرية ببغداد؛ ليعود ضابطا في الجيش الأردني في الحرس الملكي. تولى ولاية العهد صغيرًا بعد تولي أخيه الحسين لسلطاته الدستورية. تولى عدد من المناصب كما ينوب عن الملك الأردني في غيابه وهو الممثل الشخصي له. أصبح وليا للعهد كونه الابن الثاني للملك طلال؛ إذ أصبح وريث العرش الأقرب للملك حينئذٍ. بقي في المنصب لحين ولادة عبد الله الثاني بن الحسين. | وريث مفترض لم يتولَّ العرش |  |  |  |  |
|   |                                                                  | الحسين بن طلال بن عبد الله (بن الحسين بن علي) فترة الحكم من: 11 آب 1952 إلى: 7 شباط 1999 انتهت هذه المدة بوفاة الملك الحسين.                                   |                                                                         | |                          |  |  |  |  |
| 4 | عبد الله الثاني بن الحسين السن عند تولي المنصب: أقل من يوم       | الحسين بن طلال بن عبد الله (بن الحسين بن علي) فترة الحكم من: 11 آب 1952 إلى: 7 شباط 1999 انتهت هذه المدة بوفاة الملك الحسين.                                   | من: 30 كانون الأول 1962 حتى: 1 نيسان 1965 مدة: 3 سنواتٍ وشهران ويومان    | عبد الله الثاني بن الحسين الابن البكر للملك الحسين بن طلال. التحق بالكلية العلمية الإسلامية في عمان لينتقل بعدها إلى بريطانيا ثم الولايات المتحدة لإكمال دراسته. بعد ذلك التحق بأكاديمية سانت هيرست العسكرية ليعود ضابطًا في الجيش الأردني في عدد من الأولوية التابعة لسلاح الدروع الملكي الأردني كما خدم في العمليات الخاصة. تولى ولاية العهد مرتين الأولى بعد ولادته مباشرة حيث أصبح الوريث الواضح العرش، بينما كانت الثانية قبيل وفاة الملك الحسين الذي عزل أخيه الحسن ونصَّب مكانه عبد الله الثاني ابنه. انتهت هذه المدة بتنصيب الحسن بن طلال وليا للعهد مكان عبد الله الثاني وذلك بسبب الظروف السياسية التي أحاطت بالأردن آنذاك؛ حيث كان الأمير عبد الله الثاني لم يزل طفلا صغيرًا. | وريث واضح تولّى العرش     |  |  |  |  |
|   |                                                                  | الحسين بن طلال بن عبد الله (بن الحسين بن علي) فترة الحكم من: 11 آب 1952 إلى: 7 شباط 1999 انتهت هذه المدة بوفاة الملك الحسين.                                   |                                                                         | |                          |  |  |  |  |
| 5 | الحسن بن طلال السن عند تولي المنصب: 18 سنةً و12 يومًا              | الحسين بن طلال بن عبد الله (بن الحسين بن علي) فترة الحكم من: 11 آب 1952 إلى: 7 شباط 1999 انتهت هذه المدة بوفاة الملك الحسين.                                   | من: 1 نيسان 1965 حتى: 25 كانون الثاني 1999 مدة: 33 سنةً و9 أشهرٍ و24 يومًا | الحسن بن طلال هو الأخ الأصغر للحسين بن طلال. تلقى تعليمه الأساسي في عمَّان، ثم التحق بـمدرسة سمر فيلد الإعدادية بالمملكة المتحدة. بعدها، التحق بمدرسة هارو ومن ثم بجامعة أكسفورد. ترأس الكثير من الجمعيات والمؤسسات في الأردن من أبرزها لجان الإشراف على خطط التنمية في سبعينيات وثمانينيات القرن العشرين، كما ترأس العديد من الاتحادات الرياضية واشترك في عضوية عدد آخر من المؤسسات العلمية والمبادرات على مستوى العالم. يُذكر كذلك، أنه مؤلف لعدد من الكتب والتي تتعلق بالقضايا الفكرية والسياسية خصوصا تلك المتعلقة بالقضية الفلسطينية. جاء تنصيب الحسن في ولاية العهد بسبب الظروف المحيطة بالأردن؛ حيث كان عبد الله الثاني لم يزل صغيرًا في السن. نُحي الحسن عن ولاية العهد قبيل وفاة أخيه الراحل الملك الحسين بن طلال. | وريث واضح لم يتولَّ العرش  |  |  |  |  |
|   |                                                                  | الحسين بن طلال بن عبد الله (بن الحسين بن علي) فترة الحكم من: 11 آب 1952 إلى: 7 شباط 1999 انتهت هذه المدة بوفاة الملك الحسين.                                   |                                                                         | |                          |  |  |  |  |
| 6 | عبد الله الثاني بن الحسين السن عند تولي المنصب: 37 سنةً           | الحسين بن طلال بن عبد الله (بن الحسين بن علي) فترة الحكم من: 11 آب 1952 إلى: 7 شباط 1999 انتهت هذه المدة بوفاة الملك الحسين.                                   | من: 25 كانون الثاني 1999 حتى: 7 شباط 1999 مدة: 8 أيامٍ                   | جاء تنصيب الملك عبد الله الثاني قبيل وفاة الحسين بن طلال الملك الراحل. وتُعَدُّ هذه المدة هي الأقصر بين المدد المختلفة الثمانية لأولياء العهد. |                          |  |  |  |  |
|   |                                                                  | |                                                                         | |                          |  |  |  |  |
| 7 | حمزة بن الحسين السن عند تولي المنصب: 18 سنةً و10 أشهرٍ و9 أيامٍ     | عبد الله الثاني بن الحسين (بن طلال بن عبد الله الأول بن الحسين بن علي) فترة الحكم من: 7 شباط 1999 إلى: الآن لا تزال هذه المدة مستمرة لليوم.                    | من: 7 شباط 1999 حتى: 28 كانون الأول 2004 مدة: 5 سنواتٍ و10 أشهرٍ و21 يومًا | حمزة بن الحسين هو الابن الرابع في الترتيب للملك الحسين بن طلال. والدته هي الملكة نور الأمريكية ذات الأصل السوري. أنهى الأمير حمزة دراسته الابتدائية في عمان؛ لينتقل لإكمالها في مدرسة هارو ببريطانيا، ثم ليلتحق بأكاديمية ساندهيرست العسكرية الملكية ليتخرج منها بتفوق حاصلا على سيف الشرف وجائزة الأمير سعود بن عبد الله. يُذكر كذلك أنه حاصل على شهادتي البكالوريوس والماجستير من جامعتي هارفارد وكينغز كوليج لندن على التوالي. التحق بالجيش العربي برتبة ملازم ثانٍ ليترقى بعدها في الرتب؛ حيث خدم في سلاح الدروع الملكي الأردني في أحد أهم ألوية النخبة وهو لواء الملك حسين بن طلال المدرع 40. وكانت له خدمة ضمن القوات الأردنية في يوغسلافيا بعد تفككها. نصًّب وليا للعهد بعد استلام الملك عبد الله الثاني للحكم واستمر في المنصب إلى عام 2004 م. تزوج مرتين الأولى من نور عاصم وانتهى بالطلاق، بينما تزوج في المرة الثانية من بسمة حمزة.، وتم عقد القران في 12 يناير جاء تنصيب الأمير حمزة في المنصب بتوصية من الملك الراحل الحسين رغم أنه ليس من أكبر أبناء الملك أو الوريث الواضح الأول للعرش. انتهت مدة ولاية الأمير حمزة للعهد بتنحيته وتتنصيب ابن أخيه الحسين بن عبد الله الثاني بموجب مرسوم في 2 تموز من عام 2009 م. ورغم أنه لم يُعلن عن خلف للأمير حمزة في المنصب إلا أنه وبموجب الدستور فقد كان الحسين هو شاغل المنصب رسميًّا. | وريث واضح لم يتولَّ العرش  |  |  |  |  |
|   |                                                                  | عبد الله الثاني بن الحسين (بن طلال بن عبد الله الأول بن الحسين بن علي) فترة الحكم من: 7 شباط 1999 إلى: الآن لا تزال هذه المدة مستمرة لليوم.                    |                                                                         | |                          |  |  |  |  |
| 8 | الحسين بن عبد الله الثاني السن عند تولي المنصب: 10 سنواتٍ و6 أشهرٍ | عبد الله الثاني بن الحسين (بن طلال بن عبد الله الأول بن الحسين بن علي) فترة الحكم من: 7 شباط 1999 إلى: الآن لا تزال هذه المدة مستمرة لليوم.                    | من: 28 كانون الأول 2004 حتى: الآن مدة: 21 سنةً وشهرًا واحدًا و11 يومًا      | هو الابن البكر للملك عبد الله الثاني بن الحسين. أنهى تعليمه الثانوي في مدرسة كينغز أكاديمي في الأردن، كما التحق بجامعة جورج تاون ليتخرج فيها بعد دراسة التاريخ الدولي بها. وبموجب الدستور فقد أصبح الحسين وليًّا للعهد في الأردن بعد تنحية سلفه في المنصب الأمير حمزة بن الحسين. تخرج الحسين من أكاديمية ساند هيرست الملكية في 2017 م؛ ليُرفًّع بعدها من رتبة ملازم ثانٍ لرتبة ملازم أول في الجيش الأردني. يُذكر أن الحسين هو أصغر شخص يرأس جلسة لمجلس الأمن الدولي. أصبح الحسين بن عبد الله الثاني وليا للعهد بموجب الدستور في 28 من كانون الأول من العام 2004 م، وبموجب مرسوم ملكي في 2 تموز من عام 2009 م. | وريث واضح في المنصب      |  |  |  |  |

## التعليقات
- ولي العهد الحالي: الحسين بن عبد الله الثاني منذ 28 كانون الأول 2004.
- أول ولي للعهد: طلال بن عبد الله في عهد والده الملك عبد الله الأول.
- أطول أولياء العهد مدة في المنصب: الحسن بن طلال أكثر من (33 سنة).
- أقل أولياء العهد مدة في المنصب: عبد الله الثاني بن الحسين (ثمانية أيام) في المرة الثانية.
- أصغر أولياء العهد سناً عند تولي المنصب: عبد الله الثاني بن الحسين (أقل من يوم في المرة الأولى ).
- أكبر أولياء العهد سناً عند تولي المنصب: طلال بن عبد الله أكثر من (37 عاماً).
- أقدم تاريخ ميلاد لولي عهد: طلال بن عبد الله (1909).
- أحدث تاريخ ميلاد لولي عهد: الحسين بن عبد الله الثاني (1994).
- عدد أولياء العهد المتوفيين أثناء توليهم المنصب: لا أحد.
- عدد أولياء العهد الذين لم يتولوا العرش : ثلاثة هم (الحسن بن طلال، محمد بن طلال، حمزة بن الحسين).
- عدد أولياء العهد الأحياء: 5 أولياء عهد.

## روابط خارجية
- موقع الديوان الملكي الرسمي
- الموقع الرسمي لولي العهد الحسين بن عبد الله الثاني